# Hrdina Nik
Hrdina Nik: Junácké příběhy z doby Sámovy je historický román pro děti a mládež českého spisovatele, pedagoga a archeologa Eduarda Štorcha, který byl poprvé vydán v roce 1947. Je to mírně upravená reedice autorova titulu Junáckou stezkou: Příběhy z doby železné z roku 1934.
Román je zasazen do konce starověku na území českého státu z doby konce okupování Avary (okupace od roku 557) a období Sámovy říše (vzniká 623) vrcholící bitvou u Wogastisburgu (631 n. l.). 
Děj knihy se opírá o stručné pasáže franské Fredegarovy kroniky Historia Francorum:
Již velmi dávno byli Slované v porobě Avarů… až se proti nim začali bouřiti… Tehdy (623–624) jakýsi muž jménem Sámo, národnosti Frank, se spojil s četnými kupci, aby se vydali na obchodní cestu do slovanského území… Když zatím Slované byli již vojensky udeřili na Avary, kupec Sámo se přidal k jejich řadám a tak se osvědčil, že Slované, uznali jeho užitečnost, zvolili si ho za krále.
Citace Fredegarovy kroniky v doslovu Jana Šnobra, Hrdina Nik

## Shrnutí děje
V prvním díle (Lesní chlapci) je popisován ojedinělý a tudíž neúspěšný odpor jednotlivých slovanských klanů proti utlačujícím Avarům, kteří vymáhají na domorodých obyvatelích vysoké dávky a odvádějí je též do otroctví. Jakékoliv vzepření tvrdě trestají, takže zůstává mnoho sirotků. Jedním z nich je právě Nik (tj. nikdo), který v otroctví strávil dětství, aby posléze unikl a Avarům škodil. Při varování jednoho rodu se potká s franským kupcem Sámem, který se snaží přemluvit jednotlivé kmeny ke společnému postupu. Nik založí družinu podobně postižených chlapců, která nyní již organizovaně trestá Avary a mezi ním a Sámem je vytvořeno pouto důvěry. Když je Nik zajat a odveden na avarský hrink, pomůže mu Sámo svou vyjednávací obratností k útěku, po kterém následuje povstání a vytlačení Avarů ze země. V druhém díle (Král Sámo Veliký) objeví Nik se svou družinou zlaté údolí (vystupující ve Štorchově knize Bronzový poklad), kterým podporuje Sámovu vládu. Údolí objeví franští kupci, ale jsou poraženi a vyhnání ze země. Reakcí na tento čin je invaze franského krále Dagoberta I. do Sámovy říše, které slovanské kmeny nejprve podléhají, ale nakonec v bitvě u Wogastizburgu spojená vojska Dagoberta odrazí a vyženou z říše.

## Postavy
- Nik – hlavní hrdina, na začátku příběhu ve věku 13 až 14 let (vlastním jménem Slavoj)
- Chloupek – největší přítel Nika, o něco mladší
- Sámo – franský kupec, který pod pláštíkem obchodu organizuje vzpouru proti Avarům
- Chunzák – samotářský starý Avar, který zůstal po bitvě v Sámově říši a je oddaný Slovanům, kteří ho vyléčili

## Podrobný obsah
Nik je slovanský chlapec ve věku 13 až 14 let, který mládí strávil v zajetí jako otrok u Avarů. Obratně se pohybuje v lese, a tak snadno uniká před Avary, kteří krutě utlačují a vykořisťují domácí slovanské obyvatele. Je překvapen a zajat Avarem, který jede do Svatoslavova dvorce (dnes na území Prahy – Na Moráni). Nik vede Avara záměrně špatně, ale je prozrazen prostým uhlířem, který mu ukáže správnou cestu. Uhlíř dostane za úkol svázaného Nika hlídat, avšak Nik uteče. U Svatoslava právě rokují muži vedoucí okolní rody o odporu proti Avarům, když mezi ně přijde Sámo a pomocí alegorie jim vysvětlí, naznačí, že osamocený odpor bude Avary krutě potlačen, a proto nabádá k prozatímní poslušnosti, aby mohli slované v pravý čas povstat jako jeden muž. Přiběhne Nik a muže varuje před přijíždějícím Avarem a Sámo mužům nabídne výmluvu na ujednávání obchodu. Avar na rozkaz chána nařizuje vladykům za několik dní přivést všechny muže schopné boje. Nik prchá zpět k uhlířovi, aby ho Avar nemohl potrestat a zde se skamarádí s mladším uhlířovým synem Chloupkem. Avar přijede a Nik se pokusí o útěk, který se mu nezdaří. Avar Nika propustí a Nik získá svým statečným kouskem obdiv Chloupka i uhlíře. Avaři trestají rody, které nevydali požadované muže a přitom zabijí i uhlíře a jeho ženu. Chloupek odvede Nika do lesů ke skupině podobně postižených chlapců, kteří se zde pokoušejí ve skrytu přežít. Chlapci jsou unaveni, bez morálky a záhy jsou přepadeni Avary. Nik s Chloupkem je pomocí lsti osvobodí a stane se náčelníkem chlapců. Lesní chlapci škodí Avarům a obratem mizí v lesích. Opět se setkává se Sámem, který ho nabádá k opatrnosti a zároveň poukazuje na nutnost spojeného odporu. Avaři silným oddílem pronásledují Lesní chlapce, kteří se skryjí v Šáreckém hradišti u Džbánu. Jsou však nalezeni a v hradišti se jen těžko brání a jsou záhy vyhladovělí a žízniví. V noci se jim podaří získat trochu vody a její zbytek jako lest v zoufalství rozlévají na očích Avarů. Avarům zemře velitel a strachy od očarovaného hradiště odtáhnou. Nik se opět potká se Sámem, který mu sděluje, že přípravy ke vzpouře pokračují a že avarský chán je nemocný, což by mohlo povstání pomoci. Nikova družina je opět pronásledována Avary. Když je zajat Chloupek, vydá se Nik do rukou Avarů, aby ho vysvobodil, avšak oba jsou odvedeni na avarský hrink (velké opevněné tábořiště s třemi valy), kde je jejich chán. Chán ponechá Nikovi život, ale stane se z něj otrok. Nik je svědkem tvrdého vybírání daní. Chán je nemocen a Nik ho shodí z postele do říčky. Na útěku se schová v domě, kde uslyší známou píseň a nalezne svoji sestru Květu, která je zde otrokyní. Potká Sáma, ale je chycen. Květa se nabídne Sámovi jako otrokyně, když Nika zachrání. Chán rozhodne o tom, že Nik bude roztrhán koňmi, i když ho Nikův zásah uzdravil (studený zábal). Sámo však obratným jednáním vnukne chánovi myšlenku, aby Nika propustil (Orel much nelapá). Při věštění budoucnosti chán rozhodne o obětování nejkrásnější dívky, kterou se stane Květa. Sámo se utká s jejím majitelem, ale boj skončí z vůle chána nerozhodně. Sámo pomocí optického klamu přesvědčí chána, že Květa je čarodějnice, která umí nechat narůst zlato, avšak aby zůstalo narostlé, potřebuje k tomu byliny z lesa. Nik uteče na koních s Chloupkem do lesa, kde je sice dohoněn Avary, ale zachráněn svými Lesními chlapci. Květa Avarům též prchne a všichni se společně setkají i se Sámem. Chán vyjíždí na jih se vším vojskem, což Sámo se slovanským národem využijí k povstání, která Avary vytlačí ze země. Sámo se jako velitel nenechá vylákat do širých plání a odrazí chánovo vojsko. Poté je Sámo zvolen na Vyšehradě za krále a Nik se svými dvanácti chlapci odjíždí zpět do lesů.
Druhý díl se odehrává o několik let později. Starý Chunzák je Avar, který byl po bitvě ošetřen slovanskými obyvateli a zůstal. Nyní je samotář, který žije u Sázavy. Nedaleko je Zlaté údolí, které objevili Nikovi Lesní chlapci, a kde je těženo zlato, které Nik posílá Sámovi. Nejen jako podporu králi, ale i jako věno pro svou sestru Květu, která se má stát Sámovou královnou. Starý Chunzák bezelstně prozradí franským kupcům přibližnou polohu Zlatého údolí. Pošle Chloupka pro pomoc na Vyšehrad a protrhne bobří hráz, čímž kupce zdrží a vojáci z Vyšehradu stihnou přijít na pomoc. Poražený vůdce kupců Dankwart ve vzteku prozradí, že král Dagobert se chystá díky zradě některých kmenů porazit Sámovu říši. Každý rok se koná na Vyšehradě sněm, kde Sámo získává poplatky a dávky a zároveň soudí různé rozepře mezi svými vladyky. Přijede i poselstvo Dagoberta vedené Sicharem, které se dovolává náhrady za kupce zabité u Zlatého údolí. Sámo se rozhodne kupce nevpustit, avšak oni se druhý den dostanou na Vyšehrad v přestrojení. Sámo je i na podruhé odmítne, nehodlá se podřídit králi Dagobertovi a naopak žádá zajištění bezpečnosti pro vlastní kupce v jeho mnohem nebezpečnější říši. Nabízí spojenectví proti Avarům, avšak Dagobert hodlá své křesťanství prosadit v pohanské Sámově říši mečem. Poselstvo je z Vyšehradu vyhnáno. Královna Květa má již v kolébce malého chlapce Slavoje. Starý Chunzák se vypraví na Vyšehrad, aby svou čest před králem obhájil. Setká se se starým poloslepým pěvcem Bořislavem, který hraje na gusle. V rozmluvě se zjistí, že právě Bořislav kdysi zachránil Chunzákovi život. Nik vyjíždí s žádostí o spojenectví proti Dagobertovi k Srbům. Nika jde k řece vyprovodit Sámo i Květa. Zde se potkávají s Chunzákem a Bořislavem, který podle příhody o zachránění Chunzáka pozná, že je to jejich otec. Dagobert rozdělí svá vojska, která úspěšně pronikají do Sámovy říše. Dagobertova spojená vojska však v rozhodující bitvě u Wogastisburgu podlehnou. Ve statečném boji zemřou téměř všichni členové Nikovy družiny Lesních chlapců včetně Nika samotného, kterému je na Vyšehradě postavena mohyla.

## Junáckou stezkou
Prozaické dílo Junáckou stezkou: Příběhy z doby železné vyšlo díky literárnímu sdružení učitelskému Dědictví Komenského v Praze v listopadu roku 1934. Ilustracemi jej opatřil Jan Konůpek, který ilustroval již několik Štorchových knih (Libuše a Přemysl, V šeru dávných věků, U Veliké řeky, Osada Havranů, Zlomený meč, Volání rodu). Děj se odehrává, jak napovídá podtitul knihy, v českých zemích v době železné. 

V roce 1947 kniha vyšla v mírně upravené reedici pod názvem Hrdina Nik: Junácké příběhy z doby Sámovy.

### Kapitoly
Díl I. Avaři
- Pod jařmem
- Franský kupec
- Lesní chlapci
- Očarované hradiště
- V moci Avarů
- Pán světa
- Orel much nelapá
- Slunci obětovaná
- Útěk z otroctví
- Táborový oheň

Díl II. Dva králové
- Na Bobří řece
- Zlatý poklad
- Vyšehradský sněm
- Dva králové
- Shledání
- Mohyla na Vyšehradě